# 京急観光
京急観光株式会社（けいきゅうかんこう）は、かつて東京都大田区に本社を置いた京急グループの企業。

外貨両替店（トラベレックス）5店舗の運営、旅行客向け案内所「京急ツーリストインフォメーションセンター」2ヶ所の運営を行なっていた。

## 沿革
- 1974年（昭和49年）7月 - 株式会社京急ツーリスト設立
- 1974年（昭和49年）10月 - 京急観光株式会社に商号変更
- 1993年（平成5年）4月 - 広告部門を株式会社京急アドエンタープライズへ譲渡
- 2004年（平成16年）10月 - 保険部門を分社し、株式会社京急ライフクリエイトを設立
- 2008年（平成20年）4月 - 塗装工事部門を京急建設株式会社へ譲渡
- 2018年（平成30年）3月 - 旅行業に関わる店舗事業（旅行代理店6店）と外販事業（旅行法人営業）を日本旅行株式会社へ譲渡[4]